# Chat d'Iriomote
Vous lisez un « article de qualité » labellisé en 2018.
Prionailurus bengalensis iriomotensis, Prionailurus iriomotensis
Pour d'autres « chats », voir Chat (animal).
Sous-espèce
Statut de conservation UICN

 CR C2a(ii) : 
En danger critique
Statut CITES
Le Chat d'Iriomote (Prionailurus bengalensis iriomotensis, anciennement Prionailurus iriomotensis) est une sous-espèce de Chat-léopard, endémique de l'île d'Iriomote, dans la préfecture d'Okinawa, au Japon. Associé localement à un animal légendaire appelé Yamapikaryā, et découvert en 1965 par l'écrivain japonais Yukio Togawa, après des recherches sur la présence d'un mystérieux félin sur cette île, le Chat d'Iriomote est d'abord considéré comme une nouvelle espèce de félin avant que les études génétiques ne le classent comme une sous-espèce du Chat-léopard. Il s'agit de l'un des deux seuls félins sauvages du Japon avec le Chat de Tsushima. Le ministère de l'Environnement du Japon l'a classé monument naturel national en 1972, et, en 2010, les habitants du bourg de Taketomi, qui comprend l'île d'Iriomote, l’ont choisi comme mascotte municipale.
Un peu plus grand qu'un chat domestique, le Chat d'Iriomote a une fourrure courte brun foncé marquée de taches rondes indistinctes. Sur la face, des lignes blanches débutent au coin interne de l’œil jusqu'au front et cinq à sept rayures noires marquent le front jusqu'au cou. Le comportement du Chat d'Iriomote est similaire à celui du Chat-léopard : actif essentiellement au crépuscule et à l'aube, c'est un félin solitaire et territorial. La saison de reproduction s'étale de février à mai. La femelle élève seule les chatons qui atteignent l'indépendance en automne ou en hiver de la même année. L'alimentation, très variée, est composée en majeure partie de rongeurs, complétée par des oiseaux et des scinques selon la disponibilité des proies.
Le Chat d'Iriomote habite les forêts côtières humides de l'île. Il est très sensible à l'urbanisation, ses populations étant en déclin dans les zones de développement humain. La population sauvage est estimée à une centaine d'individus. Depuis 1918, l'espèce insulaire et son habitat font l'objet de mesures de conservation dans les cadres législatifs local et national. Depuis 2008, le Chat d’Iriomote est considéré en danger critique d'extinction par l'Union internationale pour la conservation de la nature (UICN).

## Description

### Corps

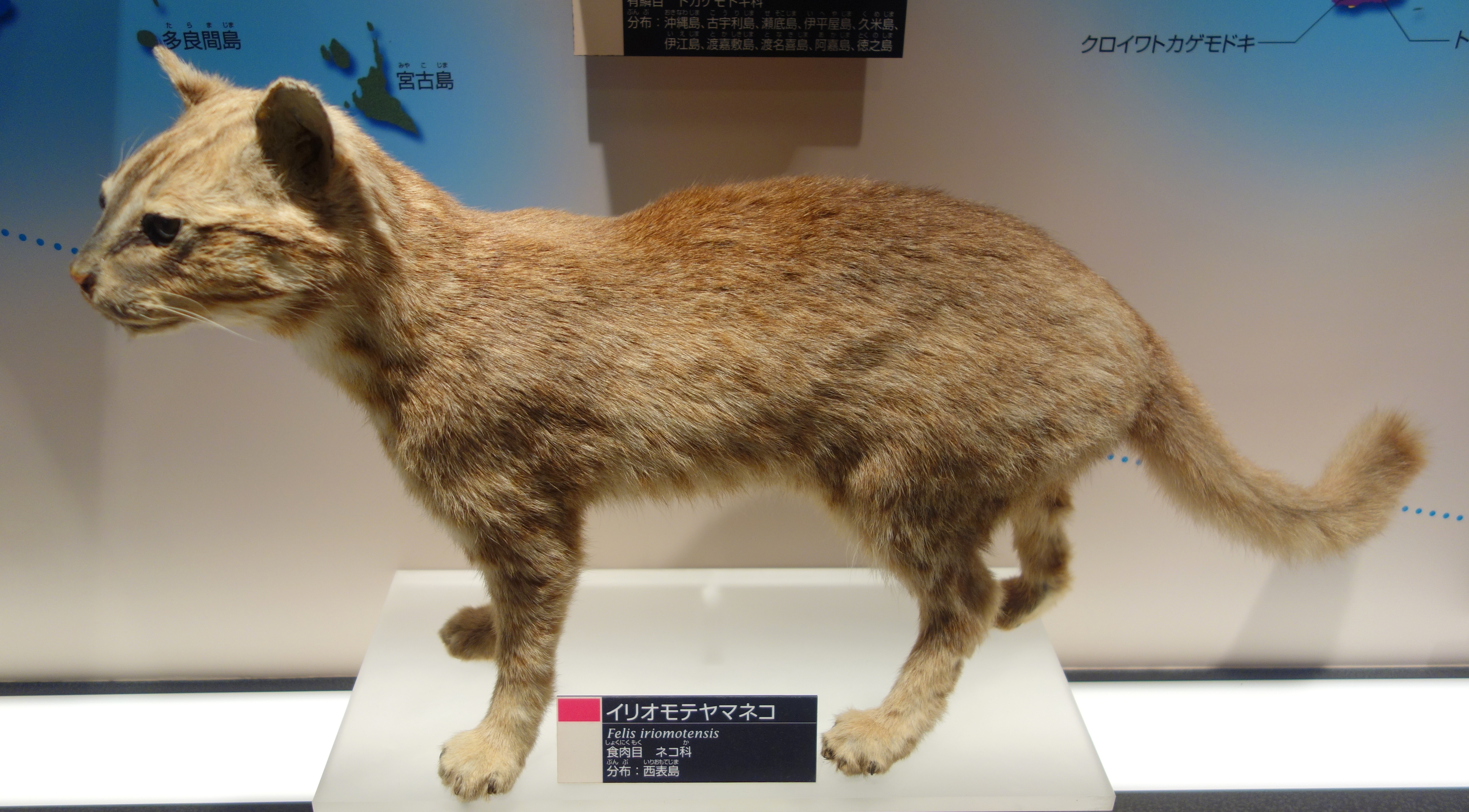
Spécimen naturalisé au musée national de la nature et des sciences de Tokyo.

Le mâle mesure entre 55  et   60 cm de long et pèse entre 3,7  et   4,7 kg. La femelle, plus petite, mesure entre 50  et   55 cm de long et pèse entre 2,9  et   3,5 kg. La queue mesure de 25  à   30 cm. La hauteur au garrot est de 25  à   30 cm. Les empreintes sont espacées de 29  et   37 mm, contre 24  à   30 mm pour le chat domestique.
Légèrement plus lourd et plus grand que le chat domestique, le Chat d'Iriomote a proportionnellement un corps d'aspect plus allongé avec des pattes et une queue courtes et épaisses,. Le cou est large, la musculature des épaules est assez développée bien que la capacité de saut soit relativement réduite. La colonne vertébrale est moins souple que celles des autres félins. Chez le Chat d'Iriomote, les glandes anales entourent l'anus, à la différence des autres espèces de félins chez qui les glandes sont situées à l'intérieur de l'anus.
Le pelage du Chat d'Iriomote est brun foncé marqué de très petites taches peu visibles organisées en bandes horizontales de couleur noire ou brun foncé qui ont tendance à fusionner en rayures indistinctes. La fourrure est plus longue que pour les autres Chats-léopards. Des rayures irrégulières sont présentes sur la poitrine. La partie supérieure de la queue est marron foncé parsemée de taches sombres et la partie inférieure est blanc uni, l'extrémité est de couleur sombre et annelée. Les poils sur le ventre et à l'arrière des pattes sont légèrement plus clairs.

### Tête

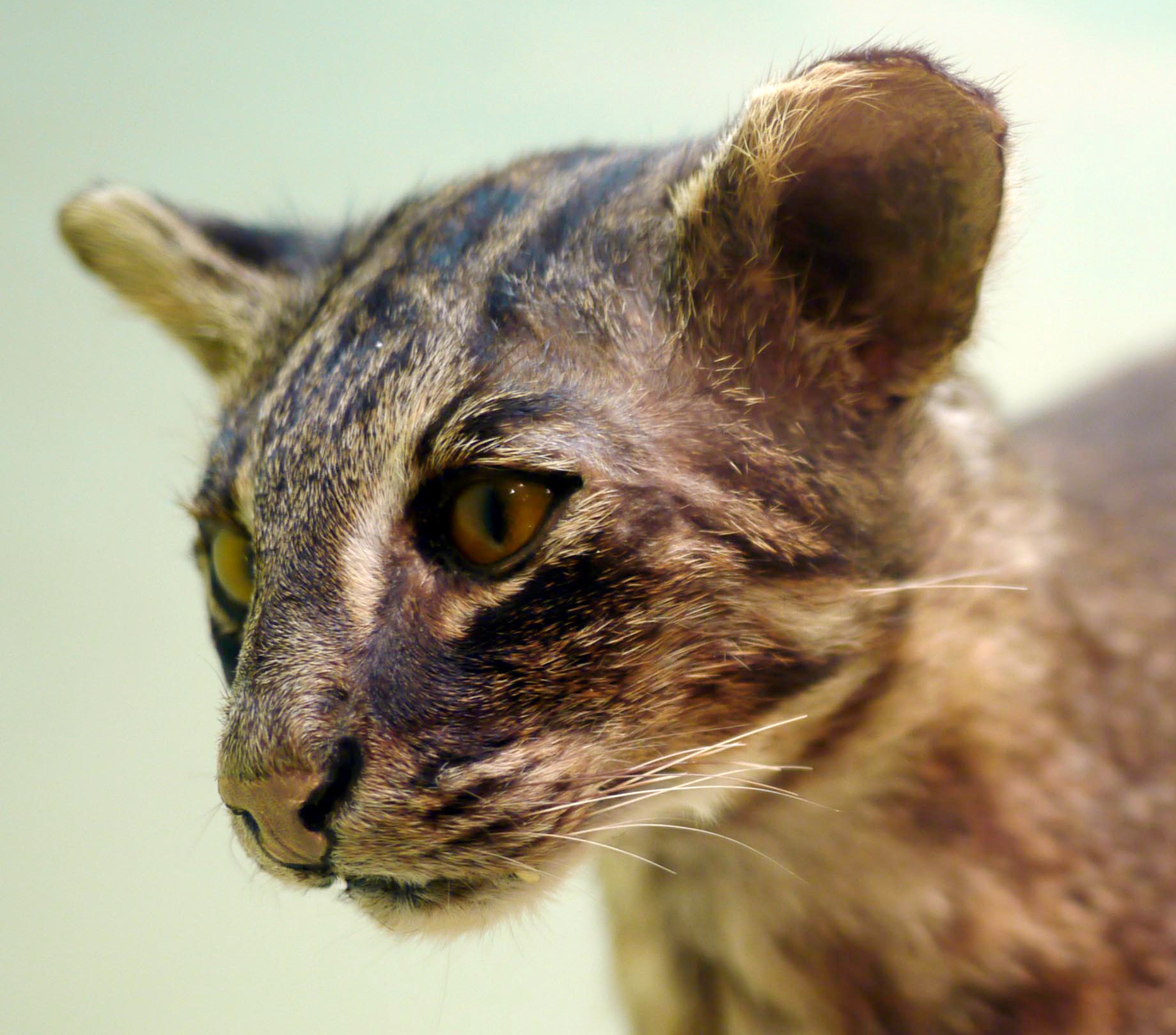
Un spécimen naturalisé au Centre de protection de la nature d'Iriomote. Les marques faciales sont bien visibles.

Les poils autour de la mâchoire sont blancs et deux lignes blanches remontent le long du nez et soulignent les yeux. De même que le Chat-léopard, cinq à sept rayures s'étendent du front vers l'arrière de la tête, mais dans le cas du Chat d'Iriomote elles s'arrêtent avant d'atteindre les épaules,. L'extrémité des oreilles est arrondie et bordée de poils noirs qui ne forment cependant pas de pinceaux auriculaires. Les adultes ont une tache blanche à l'arrière de chaque oreille. Les chatons n'ont pas ces taches, et même sur les adultes, les taches ne sont pas aussi blanches que celles du Chat-léopard.
Les yeux du Chat d'Iriomote sont de couleur ambre clair. Le nez est large et plat, et la pointe, de couleur rouge-brun, est dépourvue de poils,. Le crâne, plus long et étroit que celui d'un chat domestique, est de la même taille que celui d'un Chat-léopard, quoique plus épais. Pour cette raison, son cerveau est plus petit : environ 30 g pour un Chat d'Iriomote mâle, contre environ 42 g pour un Chat-léopard. La symphyse mandibulaire est courte,.
Le Chat d'Iriomote ne possède que vingt-huit dents : par rapport aux autres espèces de félins, il manque une paire de prémolaires derrière les canines de la mâchoire supérieure. Toutefois, cette absence se retrouve chez le Chat-léopard, puisque 40 % des sujets vivant au Nord de l'Himalaya et 11 % au Sud ont une prémolaire manquante. Ces dents permettent d'aider à déterminer l'âge d'un spécimen et à cerner le comportement alimentaire des Chats d'Iriomote.

## Comportement

### Activité
Le Chat d'Iriomote vit au sol, mais grimpe aux arbres et peut également nager, pour traverser des rivières. Cet animal crépusculaire et nocturne est tout spécialement actif autour du coucher du soleil. Durant le jour, il dort dans des arbres creux, dans des grottes ou sur des branches. Il peut être spécialement actif en journée, notamment pour chasser le scinque Plestiodon kishinouyei. Les femelles élevant des petits sont plus actives tard dans la nuit et durant la matinée.

### Territorialité
Le Chat d'Iriomote est généralement solitaire et territorial. La superficie du territoire varie selon les saisons et les individus. La superficie du territoire du mâle et de la femelle est estimée à respectivement 4,47 ± 2,24 km2 et 2,80 ± 1,08 km2. Une autre étude réalisée au nord de l'île a montré une taille de territoire similaire pour la femelle, mais deux fois plus élevée pour le mâle. En moyenne, la superficie du territoire est estimée à 1,4  à   5,8 km2. La densité de population est de 0,34 individu par km2.
Les territoires des mâles et des femelles se recoupent : une à deux femelles vivent sur le territoire d'un mâle,. Les individus de même sexe ont généralement des territoires distincts, même si des recoupements partiels sont possibles : ce sont alors généralement des lieux de chasse,.
Les félins patrouillent sur leur territoire durant trois ou quatre jours, tout en chassant et en marquant leur territoire. Selon une étude publiée en 2003, les mâles parcourent une plus grande distance journalière que les femelles. Les mâles, qui ont un territoire de plus grande taille, le parcourent sans discontinuer. La distance journalière parcourue et la vitesse de parcours s'accroissent durant la saison de reproduction. Pour les femelles matures, les distances parcourues varient au cours de l'année. Elle est la plus basse lors de l'allaitement — lorsque la mère retourne fréquemment dans sa tanière pour nourrir ses petits — et s'accroît après la période de reproduction. Les variations saisonnières observées sont probablement dues à des variations dans l'abondance de la nourriture. Les jeunes mâles parcourent l'île dans l'attente d'un territoire à occuper,. Les femelles permettent à leurs petits de rester sur leur territoire et marquent un nouveau territoire à l'approche d'une nouvelle saison de reproduction,.

### Vocalisations
Le cri du Chat d'Iriomote a été noté une seule fois dans la nature par un chercheur : un cri rauque dont la tonalité est montée puis descendue rapidement, rappelant le cri nocturne du Chat pêcheur (Prionailurus viverrinus).

### Alimentation

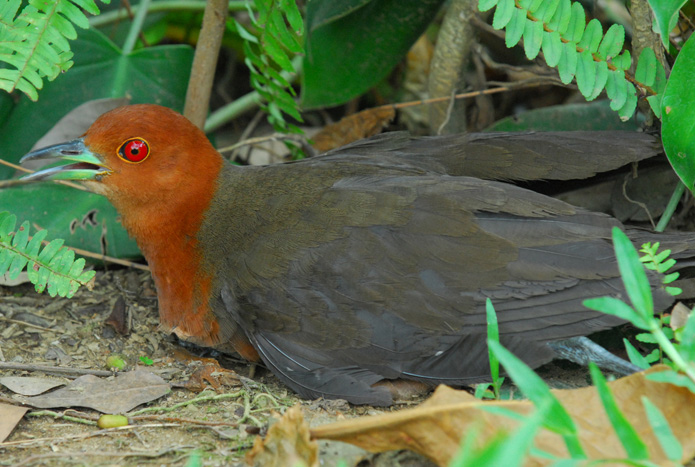
Le Râle de forêt fait partie de l'alimentation du Chat d'Iriomote.

Le Chat d'Iriomote est un carnivore strict pour lequel on a répertorié 95 proies différentes. Ce félin n'étant pas concurrencé par d'autres prédateurs, l'alimentation est variée. Il ingère typiquement entre 400  et   600 g de nourriture par jour. À la différence des autres félins, le Chat d'Iriomote ne tue pas ses proies immédiatement en leur brisant la moelle épinière, mais maintient l'animal entre ses mâchoires jusqu'à ce qu'il arrête de bouger.
Le Chat d'Iriomote chasse de petits mammifères comme le Rat noir (Rattus rattus) et la Roussette de Formose (Pteropus dasymallus), mais également de nombreux oiseaux comme le Canard à bec tacheté (Anas poecilorhyncha), le Râle de forêt (Rallina eurizonoides), le Merle pâle (Turdus pallidus) et le Râle à poitrine blanche (Amaurornis phoenicurus). Parmi les reptiles, on trouve de nombreux types de serpents et des scinques tels que Plestiodon kishinouyei,. Les grenouilles telle Fejervarya sakishimensis sont occasionnellement prises comme proies,,, ainsi que des insectes, des gerris et des crabes. Leur habitat étant souvent situé dans des marais ou sur la côte, ils nagent et plongent parfois pour attraper des oiseaux aquatiques (en), des poissons et des crevettes d'eau douce,.
Les examens coprologiques montrent que les proies principales sont les oiseaux, présents à 60 % dans les échantillons de selles, puis les rats noirs et les insectes qui sont présents à 30 % chacun. Parmi les proies mineures, les lézards et grenouilles sont présents dans 15 à 20 % des échantillons de selles, les chauves-souris à 17 % et les sangliers (Sus scrofa) à moins de 1 %. Poissons et crustacés sont présents environ 3 ou 4 % du temps. Des variations saisonnières ont été observées. Le Chat d'Iriomote mange des rats et des grenouilles tout au long de l'année — les rats formant la majeure partie du régime alimentaire —, des lézards au printemps et en été, des sauterelles et des chauves-souris plus souvent en automne et en hiver. La prédation sur les scinques de grande taille se concentre pendant la saison chaude, ce qui coïncide avec la période de plus grande abondance de ces lézards et pourrait être considéré comme un exemple de stratégie optimale de recherche de la nourriture.
Lorsqu'ils mangent des oiseaux plus gros qu'une grive, la plupart des félins les plument auparavant, mais le Chat d'Iriomote consomme de gros oiseaux sans se soucier des plumes.

### Reproduction
Pendant la saison de reproduction, le Chat d'Iriomote devient actif dans la journée. La saison de reproduction s'étend de février à mai, les femelles étant en chaleur plusieurs fois durant cette période, avec un pic d'activité en janvier et février,. À la fin de février, ils jeûnent pour deux semaines. C'est à cette période que l'excitation sexuelle des femelles est la plus forte. Mâles et femelles restent alors ensemble, et c'est probablement durant ces deux semaines qu'a lieu la fécondation.
Entre avril et juillet, après 60  à   70 jours de gestation, les femelles donnent naissance, dans une grotte ou un arbre creux, à un à quatre chatons,. Les lieux choisis pour mettre bas et élever les chatons sont secs et bien ventilés. Les chatons restent avec leur mère pour environ onze mois. Ils commencent à devenir plus indépendants durant l'automne et l'hiver. Ils peuvent vivre dans les mêmes lieux que leur mère pendant plusieurs années. Le Chat d'Iriomote atteint la maturité sexuelle à l'âge de 20 mois.

### Durée de vie
On estime que le Chat d'Iriomote vit entre sept et huit ans dans la nature et entre huit et neuf ans en captivité,. Un Chat d'Iriomote a vécu en captivité jusqu'à un âge estimé à quinze ans et un mois, ce qui représente la plus longue durée de vie observée.
Ses ennemis principaux, qui lui font concurrence pour les proies, sont les serpents et les chats harets. Des parasites pouvant entraîner des maladies, comme Hepatozoon felis — qui est également connu pour infecter le Chat-léopard en Corée —, ou Mycoplasma haemofelis ont été signalés chez le Chat d'Iriomote, sans que cela semble présenter un risque majeur pour la pérennité de la population. L'influence des humains, notamment les accidents liés à la circulation et les piégeages, pourrait réduire leur espérance de vie de deux à cinq années.

## Répartition et habitat

### Habitat
Le Chat d'Iriomote est endémique d'Iriomote, une île japonaise d'environ 290 km2, située à l'extrémité méridionale de l'archipel Ryūkyū. L'île est en majeure partie occupée par des montagnes de faible altitude (entre 300  et   460 m), des forêts tropicales sempervirentes et des mangroves bordant les rivières,. C'est la plus petite aire de répartition d'un félin dans le monde,.
Le Chat d'Iriomote habite les forêts côtières subtropicales humides, en dessous de 200 m d'altitude,. Il peuple préférentiellement les rives des cours d'eau, les lisières de forêts et les zones présentant une faible humidité,.

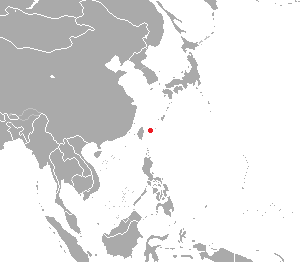
Emplacement de l'île d'Iriomote en Asie de l'Est.
Vue aérienne de l'île d'Iriomote (avril 2014).

### Population sauvage

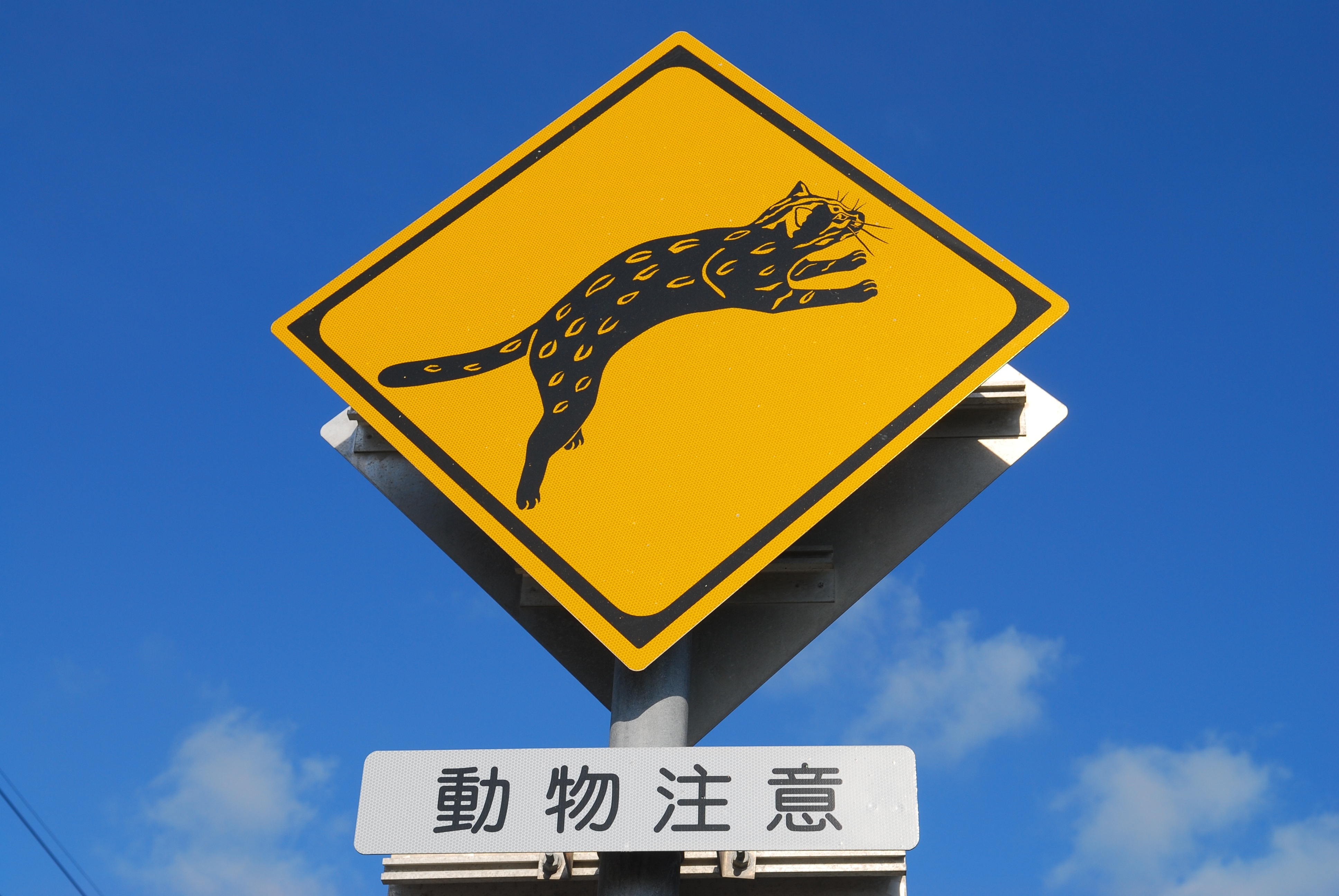
Panneau représentant un Chat d'Iriomote, signalant la présence d'animaux aux automobilistes.

Le ministère de l'Environnement a mené plusieurs études d'évaluation de la population des Chats d'Iriomote. Celle réalisée entre 1982 et 1984 montre qu'il y avait entre 83  et   108 Chats d'Iriomote sur l'île. La suivante, effectuée entre 1993 et 1994, fait état d’une population comprise entre 99  et   110. L'étude, conduite de 2005 à 2007, a ramené ce nombre à une fourchette de 100  et   109 individus,. Cependant, les méthodes de mesures ayant été utilisées en 1993-1994 et 2005-2007 sont différentes. Une correction des résultats de 1993-1994 donnerait entre 108  et   118 individus à cette époque, ce qui indique un déclin de la population.
En 2008, il a été montré que la situation des populations sauvages est différente selon les zones de l'île. La forêt en zone montagneuse est bien préservée et la population est stable. Au contraire, dans les zones côtières, où la progression de l'urbanisation est la plus forte, le déclin du Chat d'Iriomote est estimé à 9 % de pertes de population en dix ans.
En 2015, une étude, réalisée conjointement par la municipalité de Taketomi, l'université des Ryūkyū et l'agence des Forêts, un organisme public rattaché au ministère de l'Agriculture, des Forêts et de la Pêche, démontre que la densité de population de Chats d'Iriomote dans les zones de montagne est plus élevée que celle établie précédemment,. En effet, dans son rapport des années 2000, le ministère de l'Environnement indique une densité de population variant de 0,30 à 0,56 individu/km2 dans les zones étudiées d'altitude inférieure à 200 m, et de 0,12 individu/km2 dans les zones montagneuses. La nouvelle étude, menée de 2003 à 2011, à l'aide de 190 pièges photographiques répartis sur 19 zones de l'île, principalement des endroits où le Chat d'Iriomote n’a pas encore été observé, livre un résultat plus équilibré : 0,24 à 0,30 individu/km2 dans les zones littorales et de plaine et 0,31 à 0,33 individu/km2 dans les zones d'altitude supérieure à 200 m. La présence de Chats d'Iriomote a été enregistrée dans 75,3 % des points d'observation. Les auteurs de l'étude concluent que l'estimation du nombre de chats insulaires est à revoir à la hausse, et repoussent la limite haute au-dessus de 130,.

### Statut de conservation

#### Statut national

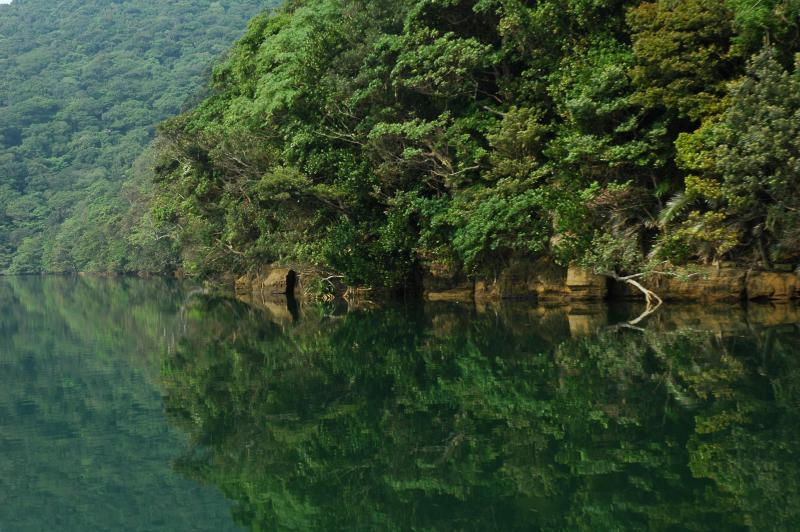
Le Chat d'Iriomote est présent dans le parc national d'Iriomote-Ishigaki et bénéficie de la protection de ce parc.

Comme tous les mammifères vivant sur le territoire japonais, le Chat d’Iriomote est protégé par la loi sur la protection des animaux sauvages et la chasse promulguée en 1918 par le gouvernement japonais. Le 15 mai 1972, avec la restitution au Japon des îles Ryūkyū par le gouvernement des États-Unis, le Chat d'Iriomote, classé monument naturel national, est intégré au patrimoine naturel national,. Le même jour, la création du parc national d'Iriomote-Ishigaki, dans lequel une partie de l’île d'Iriomote est incluse, le place sous la protection du ministère de l'Environnement. Sa capture est interdite et son habitat strictement contrôlé. Le 15 mars 1977, son statut de monument naturel est renforcé par l’attribution de la mention « spécial ».
En 1992, dans le cadre de la loi gouvernementale portant sur la conservation des espèces menacées de la faune et flore sauvage, le gouvernement préfectoral d'Okinawa crée, sur l'île d'Iriomote, une aire de protection de la vie sauvage de 102,18 km2 (35,2 % de la superficie totale de l'île), formée principalement des hauteurs de plus de 200 m d'altitude dans l'intérieur des terres de l'île,,. Le Chat d'Iriomote est déclaré « espèce menacée du Japon »,,. Au cœur de l'écosystème forestier de l'île d'Iriomote, le ministère de l'Agriculture, des Forêts et de la Pêche définit les contours d'une zone protégée dans laquelle des garde-chasses sont chargés d'empêcher le braconnage d'animaux menacés de disparition et le vol d'espèces végétales rares. Élargie en 2012 puis en 2015, l'aire de conservation occupe environ 77,1 % de la surface d'Iriomote (223,67 km2),.
En 2002, le ministère de l'Environnement inscrit le Chat d'Iriomote sur la liste rouge des espèces menacées du Japon,. Six ans plus tard, sur la liste rouge révisée du ministère, le statut du félin passe d'« espèce en danger » à « espèce en danger critique d'extinction ». Le 1er avril 2016, la superficie du parc national d'Iriomote-Ishigaki est étendue pour inclure entièrement l'île d'Iriomote. Par cette initiative, le gouvernement japonais affirme sa volonté de renforcer la protection de l'habitat d'espèces vivantes rares, notamment le Chat d'Iriomote et le Serpentaire bacha (Spilornis cheela), un autre monument naturel national spécial présent sur l'île, et apporte son soutien à la démarche de la municipalité de Taketomi de proposition d'inscription de l'île d'Iriomote sur la liste du patrimoine mondial,.

#### Statut international
Le Chat-léopard (Prionailurus bengalensis) est classé par l'Union internationale pour la conservation de la nature (UICN) comme en « préoccupation mineure », mais la sous-espèce du Chat d'Iriomote (P. b. iriomotensis) est initialement classée comme « en danger » (EN). Une réévaluation en 2008 le classe comme « en danger critique d'extinction » (CR), parce que son habitat est limité à la seule île d'Iriomote et que la population, limitée à moins de 250 individus est en déclin.
La Convention sur le commerce international des espèces de faune et de flore sauvages menacées d'extinction (CITES) classe le Chat d'Iriomote en annexe II depuis le 4 février 1977 qui autorise le commerce international de ce félin à condition d'obtenir un permis d'exportation.

### Menaces pesant sur la population
La destruction de son habitat, due notamment au développement de l'agriculture et du tourisme, et les accidents induits par la circulation routière sont les principales menaces qui pèsent sur l'espèce. La prédation par des chiens (Canis lupus familiaris), les pièges destinés aux sangliers et aux crabes, et la concurrence des chats domestiques (et le risque de transmission de maladies par ces derniers) sont d'autres risques pesant sur les Chats d'Iriomote,.

#### Pression anthropique
Le facteur majeur du déclin du Chat d'Iriomote est la perte de son habitat côtier en raison de l'expansion des terres réservées à l'agriculture, de l'exploitation forestière, de la construction de stations touristiques et l'aménagement du réseau routier pour gérer un trafic toujours plus intense,. L'écotourisme, dont le développement a commencé dans les années 2000, au détriment du traditionnel tourisme de masse, a aussi apporté son lot de nuisances anthropiques. En effet, des groupes de randonneurs, venus observer le milieu naturel, s'aventurent désormais jusque dans les hauteurs montagneuses de l'intérieur des terres, et des amateurs de canoë-kayak explorent des sections de plus en plus étendues des cours d’eau de l'île. De 2004 à 2016, par exemple, le long du fleuve Kuira, dont le cours s'étire au pied de la péninsule Sakiyama jusqu'à la baie de Funauki dans le sud-ouest de l'île, le nombre de visiteurs a été multiplié par au moins 44. Il a plus que décuplé à l'embouchure du fleuve Urauchi. En outre, dans les années 2010, des voyagistes ont mis sur le marché une offre d’excursion spécifiquement organisée autour de l'observation du Chat d’Iriomote de jour comme de nuit.
En 1977, la construction d'une route préfectorale entourant la moitié de l'île entraîne la mort de plusieurs félins. Longeant les façades maritimes sud et nord, et une partie du littoral ouest, l’unique voie de circulation automobile de l’île se déploie à travers le biotope privilégié par le Chat d'Iriomote. Lors de recherches réalisées en 2009, il a été montré que la présence du félin à proximité de la route est fortement corrélée à la densité de lézards diurnes dans ces zones, et notamment de Fejervarya sakishimensis. Les accidents routiers constituent le second facteur de mortalité du félin. De 1978 à 2010, les autorités municipales de Taketomi ont enregistré 48 victimes animales. Elles en ont compté 17 de plus jusqu’en avril 2015. En 2016, malgré toutes les mesures prises pour enrayer la diminution de la population féline, le record de sept chats insulaires, morts heurtés par un véhicule, a été atteint,.

#### Compétiteurs, prédateurs et espèces introduites

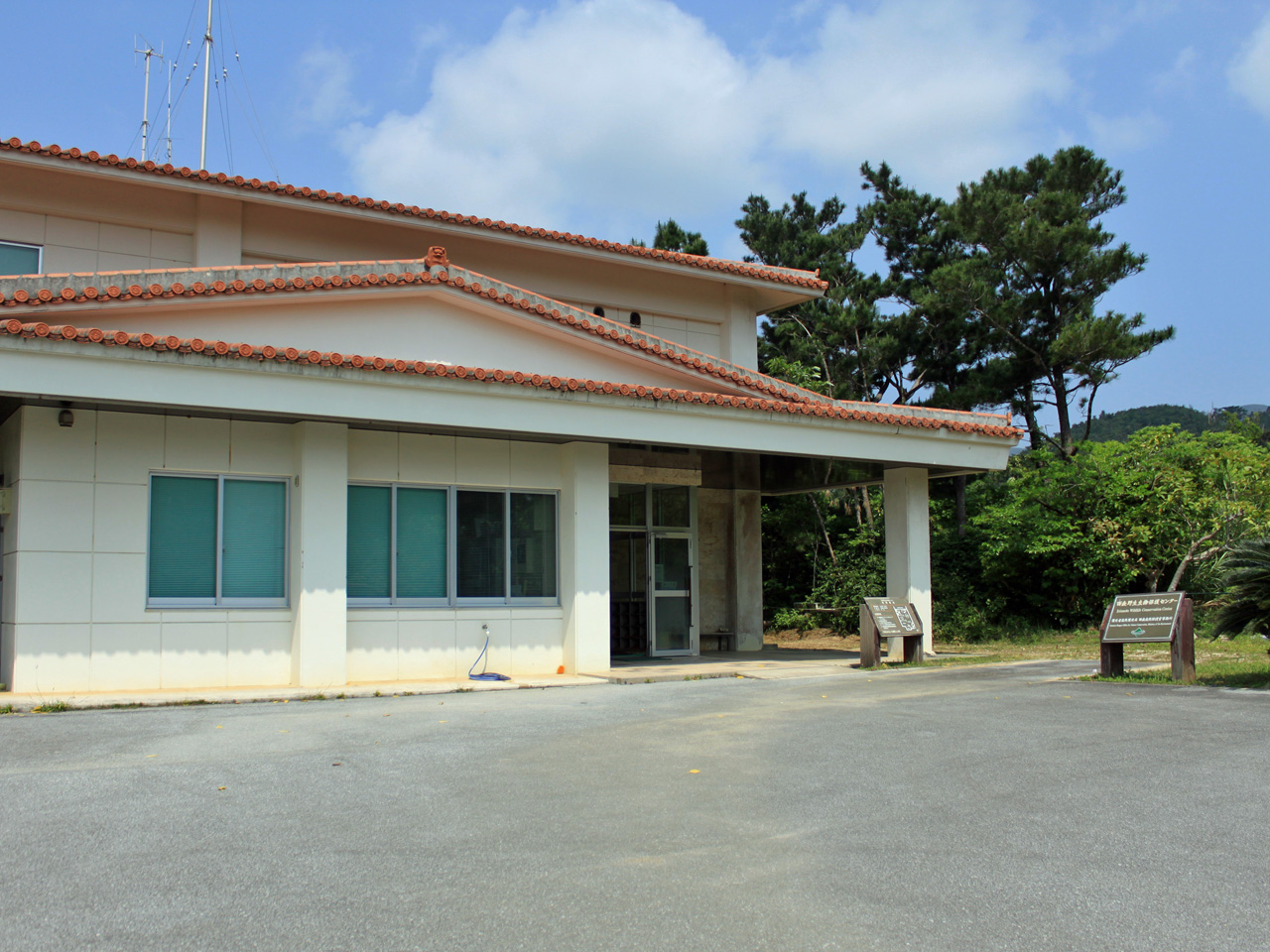
Le Centre de protection de la vie sauvage d'Iriomote.

La menace principale provient des chats domestiques et harets qui peuvent entrer en compétition avec les Chats d'Iriomote pour la capture de proies. Il existe d'autres risques, telle la transmission de maladies comme le virus de l'immunodéficience féline (VIF) ou l'hybridation, pouvant mener à l'extinction des populations sauvages.
Les chats harets et le Chat d'Iriomote occupent deux niches écologiques différentes : le chat haret est très présent aux alentours des bennes à ordures, tandis que le Chat d'Iriomote préfère les milieux naturels. Toutefois, des analyses réalisées sur les fèces montrent que le chat haret s'attaque à treize espèces autochtones dont dix sont également présentes dans le régime alimentaire du Chat d'Iriomote. L'urbanisation risque d'accroître la compétition interspécifique entre le chat domestique et le Chat d'Iriomote.
En juin 1999, le Centre de protection de la vie sauvage d'Iriomote a réalisé une étude sur 50 chats domestiques et harets, et sur 23 Chats d'Iriomote pour voir si le virus de l'immunodéficience féline se transmettait entre les populations. Aucun cas n'a été observé parmi les Chats d'Iriomote.
Le Centre de protection de la vie sauvage craint également que les chiens ne chassent les Chats d'Iriomote.
Par ailleurs, le Crapaud buffle (Rhinella marina), dont des glandes sous-cutanées produisent un poison, fait son apparition sur l'île en 2001 — il a été introduit accidentellement depuis l'île d'Ishigaki voisine, où il a été acclimaté en 1978, afin d'éradiquer les insectes déprédateurs de la canne à sucre (Saccharum officinarum),. Pour prévenir une dissémination plus avancée, les résidents d'Ishigaki-jima ont pris des mesures pour exterminer le crapaud en 2008,. Celles-ci ont été définies par le ministère de l'Environnement en 2006, afin d'empêcher que l'amphibien exotique et envahissant ne prenne la place d'espèces endogènes et n'entre dans le régime alimentaire du Serpentaire bacha et du Chat d’Iriomote.

### Efforts de conservation

#### Intervention extérieure
En 1977, le prince Philip, duc d’Édimbourg écrit une lettre au prince héritier Akihito au sujet de la protection du Chat d'Iriomote. Le rapport du professeur Paul Leyhausen joint à la lettre, suggère d'interdire toute émigration future, ainsi que toutes les cultures sur l'île. Leyhausen préconise aussi de vider l'île de toute sa population. Une recommandation qui n’a pas manqué de provoquer la colère des îliens. Le prince Akihito répond qu'il souhaite une solution qui assure la protection du chat tout en permettant la présence d'habitants sur l'île. Il explique également que le Premier ministre, Takeo Fukuda, étudie la mise en place d'un sanctuaire de la vie sauvage.

#### Actions locales

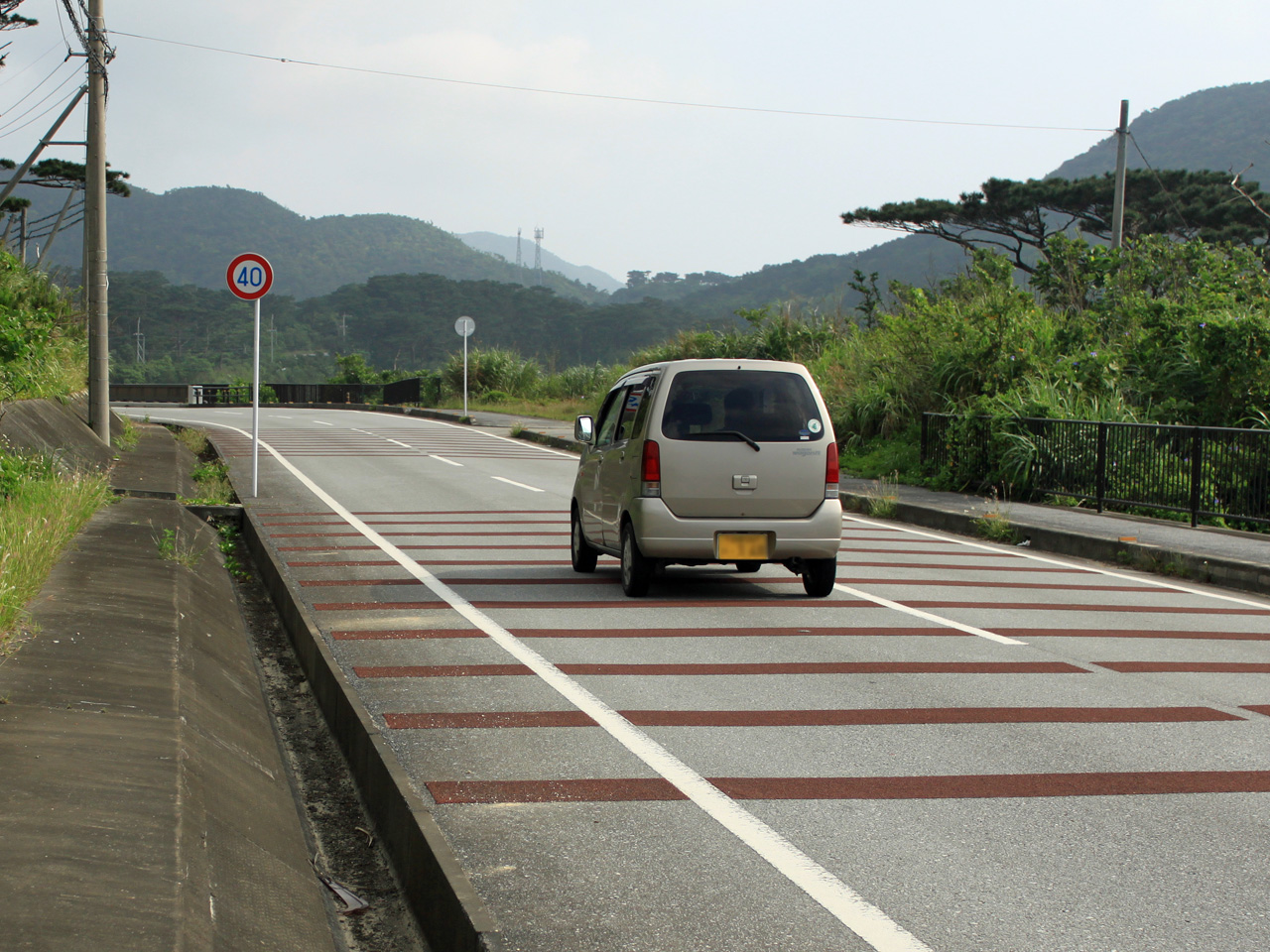
Une zone à zébras sur une route d'Iriomote.

Une partie de l'habitat du Chat d'Iriomote est devenue un « parc administré par les autorités d'Iriomote » le 18 avril 1972. Avec la restitution au Japon des îles Ryūkyū par les États-Unis le 15 mai, le parc national d'Iriomote-Ishigaki est créé,. En 1995, le Centre de protection de la vie sauvage d'Iriomote (西表野生生物保護センター, Iriomote yaseiseibutsu hogo sentā) est créé pour améliorer la protection de l'environnement, conduire des recherches et développer les connaissances sur les Chats d'Iriomote.
Le ministère de l'Environnement et les autorités d'Okinawa et du bourg de Taketomi ont installé des panneaux pour avertir les gens de la présence du Chat d'Iriomote, des écoducs, des zones à zébras qui créent un bruit important quand les voitures passent, de larges fossés au bord des routes pour améliorer la protection du Chat d'Iriomote,. Toutefois, de nombreux habitants de l'île ont protesté contre les mesures mises en place dans les zones cultivées pour protéger les Chats d'Iriomote et les autres espèces animales de l'île.
Depuis le début des années 2010, alertés par la situation critique de l'espèce, des fonctionnaires locaux du ministère de l’Environnement multiplient les campagnes d’information et des îliens se mobilisent et rejoignent des associations pour mener des actions concrètes. Les représentants locaux du ministère participent, par exemple, à des campagnes de sensibilisation des automobilistes lors d'opérations de prévention routière organisées par la police locale. Dès 2011, le Fonds japonais de protection du tigre et de l'éléphant (JTEF), une ONG tokyoïte à vocation internationale, met sur pied une patrouille de nuit ayant pour mission de récolter des données factuelles sur le trafic routier nocturne et d'intervenir auprès des usagers de la route conduisant en excès de vitesse,. Sur l'île, les accidents arrivent surtout la nuit, majoritairement sur la section nord de la voie de circulation. La « patrouille yamaneko », d'abord uniquement opérationnelle pendant la haute saison touristique (saison estivale), opère toute l'année depuis 2015, quelques nuits par semaine, grâce à l'implication de plus en plus importante des habitants de Taketomi,. Roulant à moins de 30 km, feux de détresse clignotant, elle signale aux conducteurs et conductrices imprudents la limitation de vitesse maximale autorisée, fixée à 40 km, et met en fuite les animaux qui se hasardent sur la route. En 2016, le JTEF ouvre une antenne sur l'île afin de mieux encadrer l'activité de la patrouille nocturne et d'intensifier son action locale de conservation du Chat d'Iriomote.

#### Réglementation municipale
Le 27 mars 2001, par peur de la transmission de maladies, le bourg de Taketomi rend public un arrêté visant l'élevage de chats. Celui-ci est amendé le 19 juin 2008. En 32 articles, il expose des mesures de protection des félins et des règles concernant la possession d'un chat domestique. Le législateur municipal impose à tous les îliens l'enregistrement à la mairie de leurs animaux de compagnie, l'obligation de les vacciner et de les stériliser. Le propriétaire d'un chat doit le maintenir en bonne santé, le nourrir et lui assurer un cadre de vie sécurisé. L'article 15 fixe un seuil maximum de neuf chats par propriétaire. Le 29 dispose que le maire, ou son représentant, peut demander un rapport de situation à tout propriétaire ou diligenter une enquête destinée à vérifier la bonne application de la réglementation en vigueur. Dix articles concernent spécifiquement la protection du Chat d'Iriomote. En particulier, tout chat domestique doit être immatriculé par une puce électronique sous-cutanée, et avoir passé un test de détection du VIF et de la leucose féline,. En outre, les autorités municipales peuvent entretenir un refuge pour accueillir les chats errants et tous ceux dépourvus d'une puce d'identification. Des amendes sont prévues en cas d'infraction (article 31). En 2011, Taketomi comptait 269 chats pour une population de 4 005 habitants. Fin 2015, le taux d'enregistrement des chats est évalué à 99,5 %. Depuis 2013, une moyenne de 18 félins sans propriétaire identifiable est capturée chaque année.

### Efforts de recherche

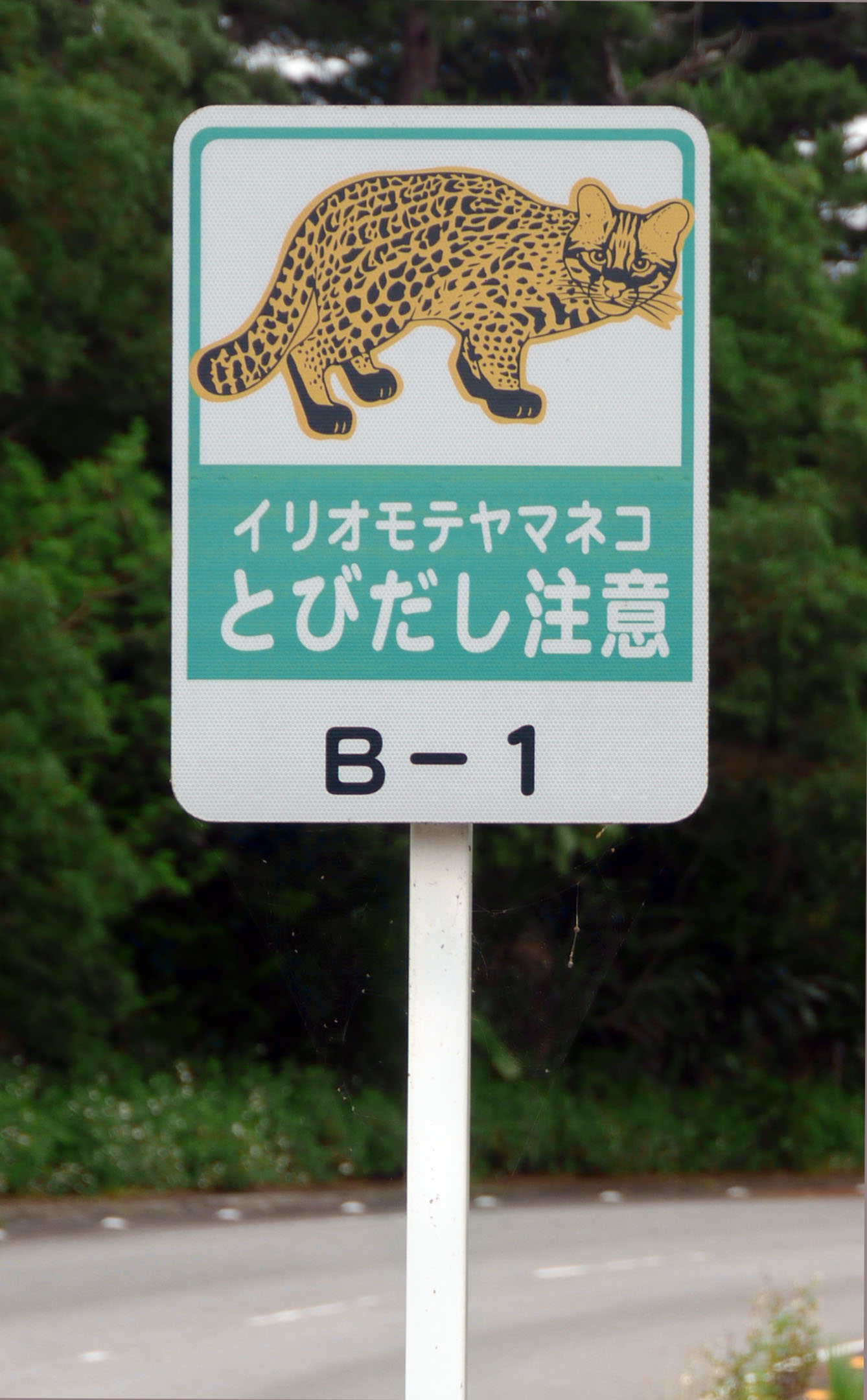
Panneau de signalisation de la présence du félin. Le numéro est utilisé pour signaler la présence du Chat d'Iriomote aux autorités.

Les efforts de recherche sont considérés comme plutôt bons par le Cat Specialist Group.
En 1972, le musée national de la nature et des sciences de Tokyo prépare des recherches sur la vie du félin dans son milieu. En novembre 1973, le Fonds mondial pour la nature (WWF) et le ministère de l'Environnement réalisent une étude conjointe,, et à partir de 1974, le ministère de l'Environnement conduit une étude étendue sur trois ans. Trois autres études sont initiées en 1982, 1992 et 2005.
En 1979, l'agence de protection de l'environnement lance un programme visant à nourrir les chatons, afin d'augmenter le taux de survie des jeunes. Toutefois, cette action est assez critiquée.
En 2006, des caméras automatiques et des dispositifs radio sont utilisés pour mieux comprendre le mode de vie du félin. Des tests sur la propagation des maladies, sur les fèces et les restes de nourritures sont également réalisés. Un bilan des signalements par les habitants de l'île et les touristes est dressé.

### Présence en captivité

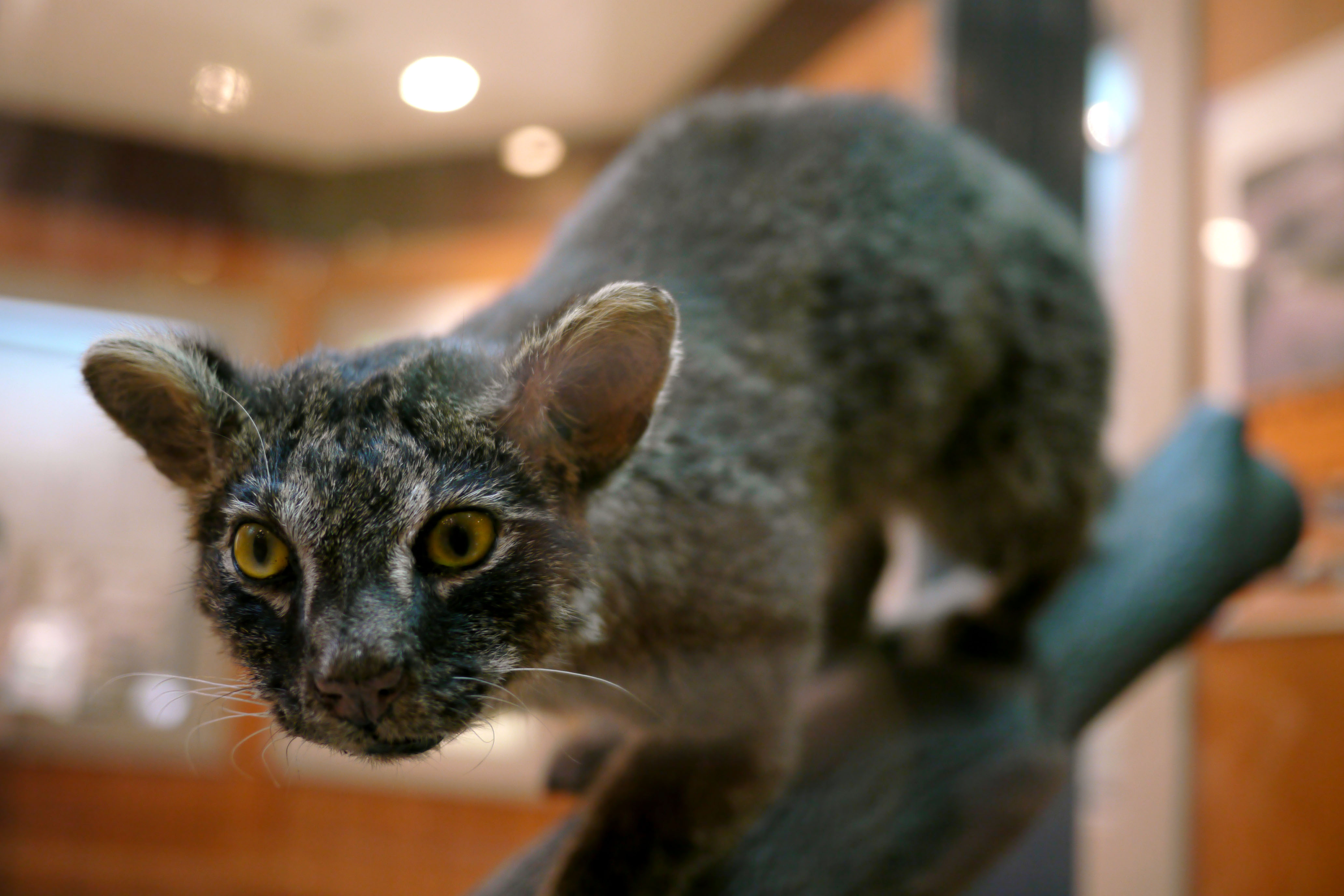
Le corps naturalisé de Yon.

Une poignée de Chats d'Iriomote a été gardée en captivité. Un chaton de cinq semaines ayant été séparé de sa mère est trouvé le 14 juin 1979. Baptisé Keita, il vécut au zoo d'Okinawa jusqu'à sa mort, à l'âge approximatif de treize ans et deux mois. Une femelle a également été gardée au musée national de la nature et des sciences de Tokyo. On pense qu'elle est morte à l'âge approximatif de neuf ans et sept mois.

#### Yon

##### Sauvetage
Le 6 août 1996, un jeune Chat d'Iriomote est blessé dans un accident de la circulation près du pont Nadara dans la partie nord de l'île. Il pèse 1,6 kg et son âge est estimé à cinq mois. Il est possible qu'il ait été séparé de sa mère peu de temps auparavant. Il reprend conscience le lendemain matin, mais son corps n'est alors pas capable de réguler sa température, à cause des graves blessures qu'il a subies. Il est transféré dans la clinique vétérinaire d'Ishigaki sur l'île du même nom, où il reste vingt-quatre jours,. Incapable de se déplacer après l'accident, il retrouve ses capacités de déplacement durant son séjour à Ishigaki. Il est amené au Centre de protection de la vie sauvage d'Iriomote pour la rééducation le 31 août. Initialement baptisé W-48 car étant le quarante-huitième Chat d'Iriomote aperçu sur la partie ouest de l'île, il reçoit finalement le nom de « Yon »,.

##### Rééducation et captivité
Le 2 septembre, Yon pèse 1,9 kg. Malgré ses progrès, les vétérinaires notent une tendance à tourner vers la droite à cause de ses blessures et, malgré les soins, une patte est paralysée. Dès le début, les personnes responsables de Yon ont pris des mesures pour éviter qu'il ne s'habitue aux humains, dans l'optique de le réintroduire dans la nature. Seules trois personnes sont autorisées à le nourrir directement. Les autres personnes, y compris les membres du personnel du centre, ne sont autorisées à le voir qu'au moyen de caméras. Les médias n'ont pas l'autorisation de prendre des photographies directement.
Yon est gardé à l'intérieur jusqu'au 3 février 1999. Une fausse jungle est aménagée pour qu'il puisse s'entraîner à marcher, sauter et grimper aux arbres. Des plants de riz servent de substitut à l'herbe, qui fait régurgiter les chats. Une fois sa santé jugée suffisamment bonne, Yon est déplacé dans une cage à l'extérieur, où il vit jusqu'à la détérioration de sa santé.
Le 20 décembre 2010, Yon est retrouvé roulé en boule et immobile près d'un ruisseau asséché. Il est ramené dans la salle de rééducation du centre, où l'on découvre qu'il souffre d'un œdème pulmonaire. Il est cependant capable de manger dès le lendemain et son état s'améliore progressivement, bien qu'il se révèle incapable de marcher. Il retrouve ses capacités motrices à la fin du mois de janvier où son état continue à s'améliorer. En mars, Yon peut monter et descendre des escaliers. Son état se détériore alors et il meurt dans la nuit du 9 avril, à un âge estimé de quinze ans et un mois. Il pèse alors 3,5 kg et mesure 78,5 cm de long. Avec une longévité équivalente à plus de cent années humaines, il détient le record pour un Chat d'Iriomote,,.

##### Apports à la science
Yon est le premier Chat d'Iriomote gardé en captivité durant une longue période, à être sauvé après un accident et à subir une rééducation. Les autres Chats d'Iriomote ayant été trouvés à la suite d'un accident sont morts immédiatement ou peu après avoir été pris en charge. Bien qu'il n'ait jamais été relâché dans la nature, les données enregistrées au sujet de Yon sont très importantes pour la préservation de l'espèce. Les données recueillies incluent notamment son activité journalière et les informations sur sa santé. Du fait de la difficulté à étudier les Chats d'Iriomote en pleine nature, les données concernant Yon sont actuellement les plus instructives quant aux soins à apporter aux spécimens blessés ou malades.

## Taxonomie

### Découverte

#### Rumeurs
Avant sa découverte par des scientifiques, le Chat d'Iriomote était connu par les habitants de l'île. Les Chats d'Iriomote étaient parfois capturés dans des collets destinés au sanglier (Sus scrofa). Sa chair était considérée comme raffinée. Les habitants d'Iriomote le connaissaient sous divers noms : « le chat de la montagne » (ヤママヤ, yamamaya), « celui qui brille sur la montagne » (ヤマピカリャー, yamapikaryā). Pour ne pas le confondre avec les autres chats de l'île, les habitants d'Iriomote ont donné des surnoms aux autres chats, comme pingimaya (ピンギマヤ) pour les chats errants et mayagwā (マヤグヮー) pour les chats de maison,. Pour certains, les Chats d'Iriomote n'étaient que des chats harets,.
En se basant sur les informations fournies par les habitants de l'île, Tetsuo Takara (高良鉄夫) de l'université des Ryūkyū réussit à capturer un chaton en 1962, mais ne parvient pas à capturer un spécimen adulte. En 1964, Yoshio Takano (高野凱夫) de l'université Waseda informe Yoshinori Imaizumi des rumeurs sur un chat vivant dans les montagnes d'Iriomote.
En février 1965, Yukio Togawa (戸川幸夫), écrivain dont les animaux sont la spécialité, visite les îles Yaeyama en étant informé des rumeurs sur des félins sauvages vivants à Iriomote par un chroniqueur à Naha. Il pense au début que, de même que pour les signalements de loups japonais (Canis lupus hodophilax), une sous-espèce éteinte, les gens ont pris des animaux domestiques marrons pour des animaux sauvages. Son collègue Tetsuo Takara pense au contraire que les rumeurs sont basées sur des faits. Takara lui confie la tâche de confirmer ces rumeurs,.

#### Avant la capture d'un spécimen
Togawa voyage à Iriomote afin de collecter des informations sur le Chat d'Iriomote et trouver un spécimen. En arrivant sur l'île, Togawa apprend que par manque de nourriture sur Iriomiote, les habitants mangent les chats capturés, leur viande étant utilisée en soupe. L'habitude de se débarrasser des chats pris dans les pièges rend l'acquisition d'un spécimen difficile.
Il se rend au petit village d'Amitori, face à la baie du même nom, dans le Nord-Ouest de la péninsule Sakiyama. Un enseignant du collège, qui a travaillé avec Takara, lui dit qu'il a capturé un des chats avec un piège destiné aux sangliers. Il a envoyé la peau à Takara et a enterré le reste du corps. Togawa déterre les restes et obtient le crâne du chat. Il trouve également deux fèces près du village, et réussit à obtenir une peau auprès d'un pêcheur vivant à Inaba, un hameau près du fleuve Urauchi.
Il revient auprès de Takara puis envoie ses prélèvements à Yoshinori Imaizumi au musée national de la nature et des sciences de Tokyo, où ils sont analysés par la Société mammalogique du Japon,, le 14 mars 1965. L'analyse révèle que les chats constituent une nouvelle espèce ou sous-espèce, mais que de nouveaux échantillons sont nécessaires pour le confirmer. Ils demandent une dépouille entière ou un spécimen vivant. À la suite de l'annonce des résultats, la Société scientifique des mammifères du Japon est divisée sur l'origine du félin : il s'agit selon eux soit d'une mutation d'une autre espèce, soit de descendants de chats amenés et abandonnés sur l'île par des bateaux étrangers.

#### Capture des premiers spécimens vivants

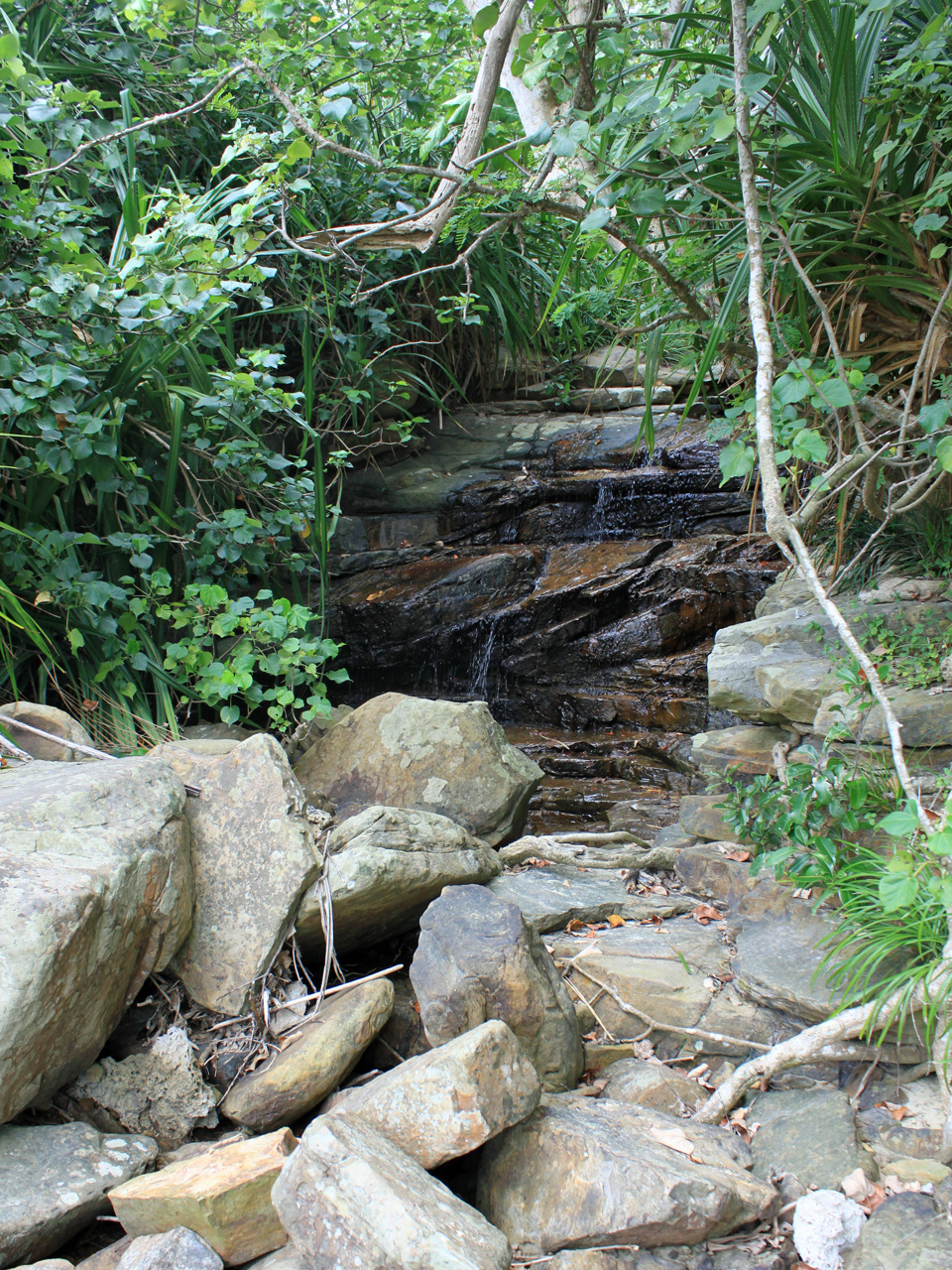
La cascade Mārē, où un groupe d'enfants trouva un Chat d'Iriomote le 5 mai 1965.

En juin 1965, Togawa retourne à Iriomote avec Takara pour obtenir une dépouille complète ou un spécimen vivant, et des informations sur la vie du chat dans son milieu. Ils apportent des pièges et de l'Actinidia polygama dans le but de capturer un Chat d'Iriomote. Cependant, selon les chasseurs, seulement un ou deux félins sont capturés chaque année, et le nombre de chats restants est probablement assez bas. Togawa ne s'attend donc pas à capturer un individu vivant.
Le 5 mai 1965, avant le retour de Togawa sur l'île, un groupe d'enfants de l'école élémentaire Ōhara, en sortie scolaire dans la partie sud de l'île, trouve un chat mâle, blessé et affaibli, près de la cascade Mārē, sur la plage Haemida. L'enseignant responsable des enfants garde le chat qui meurt peu après. Un autre enseignant conserve la peau dans du formol et enterre le squelette dans une boîte en bois derrière l'école, que Togawa déterre : ce sujet devient l'holotype pour la description de l'espèce. Le Chat d'Iriomote est considéré découvert en 1965. Les scientifiques réussissent également à obtenir le crâne brisé d'un chaton dans le voisinage de l'île Yubu, ensuite reconstruit par Imaizumi.
En plus de rechercher le Chat d'Iriomote, Togawa étudie les rumeurs concernant le Yamapikaryā, un plus grand félin présent sur l'île. Avant de retourner à Tokyo, il propose une récompense en argent pour tout félin sauvage qui lui serait apporté. Avec l'aide du maire de Taketomi et du quotidien régional, le Yaeyama mainichi shinbun, il publie son offre sur des bulletins d'annonces.
Grâce à ces annonces, il obtient deux squelettes complets, deux crânes, et trois peaux qu'il emporte à Tokyo. Une de ces peaux est celle du félin trouvé par les élèves de l'école élémentaire d'Ōhara et il est confirmé qu'elle provient d'un Chat d'Iriomote. L'échantillon de l'île Yubu est petit et aucune conclusion n'est donnée. Un échantillon de l'île Ishigaki se révèle provenir d'un chat domestique.
En janvier 1966, le corps d'un Chat d'Iriomote pris dans un piège à sanglier près du fleuve Nakama est envoyé à Takara à l'Université des Ryūkyū. En décembre 1966, Hiroshi Kurida (黒田宏), un chasseur capture un chat mâle, mais celui-ci parvient à s'enfuir. Il en capture un second peu après.
Le 15 janvier 1966, des chasseurs capturent une jeune femelle près du mont Nakama. Le musée national de la nature et des sciences de Tokyo a prévu d'utiliser les fonds destinés aux réparations des jardins pour acquérir ce spécimen, mais les chasseurs demandent une somme trop importante. Le problème est résolu par le directeur de l'Office des forêts qui négocie un prix moins élevé sous la forme d'une « indemnité journalière ».
Pendant ce temps, le maire de Taketomi est en négociation avec le Bureau de liaison de la région sud et les autorités des Ryūkyū. Il voyage à Naha pour étudier la possibilité d'offrir les deux spécimens à l'empereur dans le but d'accroître le savoir national au sujet d'Iriomote et de promouvoir le développement industriel de l'île.
Les spécimens arrivent à l'aéroport international de Tokyo-Haneda le 20 mars 1967. Yoshinori Imaizumi les garde jusqu'à ce que Togawa, à qui le musée a confié la tâche de les étudier, les prenne en charge pour environ deux ans. Les Chats d'Iriomote sont ensuite transférés au musée pour surveillance. Le mâle meurt le 25 avril 1973 et la femelle le 13 décembre 1975. Le mâle est temporairement empaillé, le sang est utilisé pour des études génétiques, et le reste du corps est conservé dans du formol. Le corps de la femelle est empaillé et exhibé dans le musée.

#### Annonce de la découverte
La découverte des Chats d'Iriomote est officiellement attribuée à Yukio Togawa (戸川幸夫), auteur dont les animaux sont la spécialité, en 1965. Le Chat d'Iriomote est décrit en 1967 par Yoshinori Imaizumi, directeur du département de zoologie du musée national de la nature et des sciences de Tokyo.
En mai 1967, la société scientifique des mammifères du Japon annonce la découverte d'un nouveau genre de chat, étroitement apparenté à Metailurus. Le nom du genre Mayailurus est formé avec le terme maya qui signifie « chat » sur l'île d'Iriomote et d'ailurus signifiant également « chat » mais en grec ancien. Iriomotensis signifie simplement « d'Iriomote ». Le nom japonais « chat de montagne Togawa » (トガワヤマネコ, Togawa-yamaneko) est proposé par Yoshinori Imaizumi, en l'honneur de Togawa qui a découvert l'espèce, mais Togawa refuse et défend le nom « chat de montagne d'Iriomote » (イリオモテヤマネコ, Iriomote-yamaneko). Takara accepte le choix de Togawa, fixant ainsi le nom officiel.

### Phylogenèse

#### La lignée des chats-léopards
- Lignée des chats-léopards :
  - Otocolobus
    - Otocolobus manul - Manul

  - Prionailurus
    - Prionailurus rubigiginosus - Chat rubigineux
    - Prionailurus planiceps - Chat à tête plate
    - Prionailurus viverrina - Chat pêcheur
    - Prionailurus bengalensis - Chat-léopard

Des travaux effectués sur l'ADN en 2006 et 2007, portant sur les chromosomes sexuels et l'ADN mitochondrial de toutes les espèces de félins, conjugués à des recherches paléontologiques, ont révélé que l'ancêtre commun des espèces de félins actuelles est un félidé du genre Pseudaelurus, qui vivait sur le continent asiatique il y a 9  à   20 millions d'années. De cet ancêtre commun, les félins ont divergé au cours des millénaires en huit lignées distinctes. La lignée des Chats-léopards, regroupant les genres Otocolobus et Prionailurus, est l'avant-dernière lignée à diverger, il y a environ 5,9 millions d'années durant le Miocène. Parmi cette lignée, le Chat-léopard, le Chat pêcheur et le Chat à tête plate sont les dernières espèces à se différencier dans le courant du Pliocène, il y a 3,95 millions d'années.

#### Le Chat d'Iriomote: espèce ou sous-espèce?

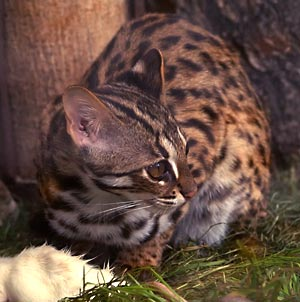
Un Chat-léopard du Bengale au parc zoologique de Berlin-Friedrichsfelde.

En 1967, Yoshinori Imaizumi (今泉吉典) décrit le Chat d'Iriomote à la communauté scientifique comme une nouvelle espèce de félin formant un nouveau genre, sous le nom de Mayailurus iriomotensis,. Il souligne qu'à la différence des autres chats-léopards, le Chat d'Iriomote partage certaines caractéristiques primitives avec les fossiles du genre Metailurus. Il estime ainsi l'apparition de l'espèce à une époque comprise entre il y a dix millions d'années (Miocène) et trois millions d'années (Pliocène). Il insiste sur ces points, et affirme que le Chat d'Iriomote et Metailurus partagent un ancêtre commun vivant à une époque comprise entre il y dix millions d'années et cinq millions d'années, et en déduit que la répartition des ancêtres du Chat d'Iriomote a dû commencer à s'étendre de l'Asie continentale à Iriomote et d'autres zones il y a trois millions d'années.
D'autres chercheurs réfutent l'idée que le Chat d'Iriomote constitue une espèce propre. Des études des crânes, des dents, et des études au niveau génétique sont réalisées pour déterminer s'il constitue une espèce distincte ou est une sous-espèce du Chat-léopard,. Par exemple, des fossiles datés d'il y a deux millions d'années et trouvés sur une île voisine ressemblent au Chat d'Iriomote, ce qui pourrait attester l'existence d'une forme distincte.
Le caryotype du Chat d'Iriomote, la longueur des fragments de restriction de l'acide ribonucléique ribosomique (ARNr) et des analyses de phylogénétique moléculaire des mitochondries 12S RNA et du cytochrome b se sont révélés être identiques ou presque à ceux du Chat-léopard,,. Les deux populations de félins sont supposées très proches, leurs différences étant considérées comme des variations à l'intérieur d'une même espèce ou comme des mutations isolées : ces comparaisons génétiques réalisées à partir de la fin des années 1990 ont montré que le Chat d'Iriomote est une sous-espèce de Chat-léopard Prionailurus bengalensis iriomotensis,,. Toutefois, de nombreuses références taxonomiques classent toujours le Chat d'Iriomote comme une espèce, sous le nom Prionailurus iriomotensis.
Étant donné la fréquence et la diversité des mutations par substitution du cytochrome b, on estime que le point de divergence entre le Chat d'Iriomote et le Chat-léopard date de 180 000  à   200 000 ans. Selon les géologues, les îles Ryūkyū étaient reliées à l'Asie continentale par un pont de terre il y a environ 20 000  à   240 000 ans. Les scientifiques pensent que l'habitat du Chat d'Iriomote s'est fixé sur les îles à cette période. Pour cette raison, on estime que la diversité génétique à l'intérieur de l'espèce est faible.

## Dans la culture

### Dénominations
En japonais, le chat est appelé « chat de montagne d'Iriomote » (西表山猫, Iriomote-yamaneko) ; il était autrefois désigné par les habitants de l'île comme « le chat de la montagne » (ヤママヤ, yamamaya), « celui qui brille sur la montagne » (ヤマピカリャー, yamapikaryā), ou encore « celui qui a des yeux brillants » (メーピスカリャー, mēpisukaryā),.

### Yamapikaryā
Sur les îles Yaeyama, le Chat d'Iriomote est généralement appelé yamapikaryā. Toutefois, une partie de la population locale déclare que ce nom désigne un autre félin qui vit sur l'île Iriomote. Il est décrit comme deux fois plus gros qu’un chat domestique, avec une queue de soixante centimètres de long et un pelage différent de celui du Chat d'Iriomote. Plusieurs observations ont été rapportées. En outre, des variantes géolectales du nom du chat entretiennent la confusion. Sur les îles Iriomote et Aragusuku il est nommé yamapikaryā, kunzumayā (クンズマヤー) sur l'île d'Yonaguni, et tōtōra (トウトウラー) dans le quartier Komi de Taketomi. Ce mystérieux félin ne serait ni un chat domestique, ni un chat haret, ni même un Chat d'Iriomote,.
En 1965, Togawa relève le témoignage d'un chasseur local qui aurait tué un félin de grande taille avec une fourrure ressemblant à celle du tigre (Panthera tigris). Le squelette du félin a malheureusement été emporté par de fortes pluies seulement dix jours avant l'interview. Toujours selon ce témoignage, le yamapikaryā aurait une hauteur au garrot proche de la hauteur du genou d'un homme adulte, une queue de soixante centimètres, un corps deux fois plus gros qu'un chat domestique et une fourrure rayée verdâtre.
Le 2 juin 1982, un article sur le yamapikaryā est publié dans le Yomiuri shinbun. Un chasseur de sanglier expérimenté assure en avoir vu une dizaine de fois dans les montagnes du Nord de l'île, aux alentours du mont Tedō, (441 m), et affirme qu'il en aurait capturé puis mangé un. Il rapporte également l'observation d'une femelle et son petit.
En 1994, Tadaaki Imaizumi (今泉忠明, Imaizumi Tadaaki) a pu observer un crâne de yamapikaryā tué par un chasseur local : il s'agissait d'un chat domestique. D'autres articles ont été publiés au Japon. Le 14 septembre 2007, le professeur Eiyuu Akiyoshi (秋吉英雄, Akiyoshi Eiyuu) de l'université de Shimane déclare avoir vu un félin plus grand qu'un Chat d'Iriomote, doté d'une longue queue et d'une fourrure tachetée, sur la péninsule Sakiyama, région peu fréquentée du sud-ouest de l'île d'Iriomote.

### Représentations

#### Mascotte

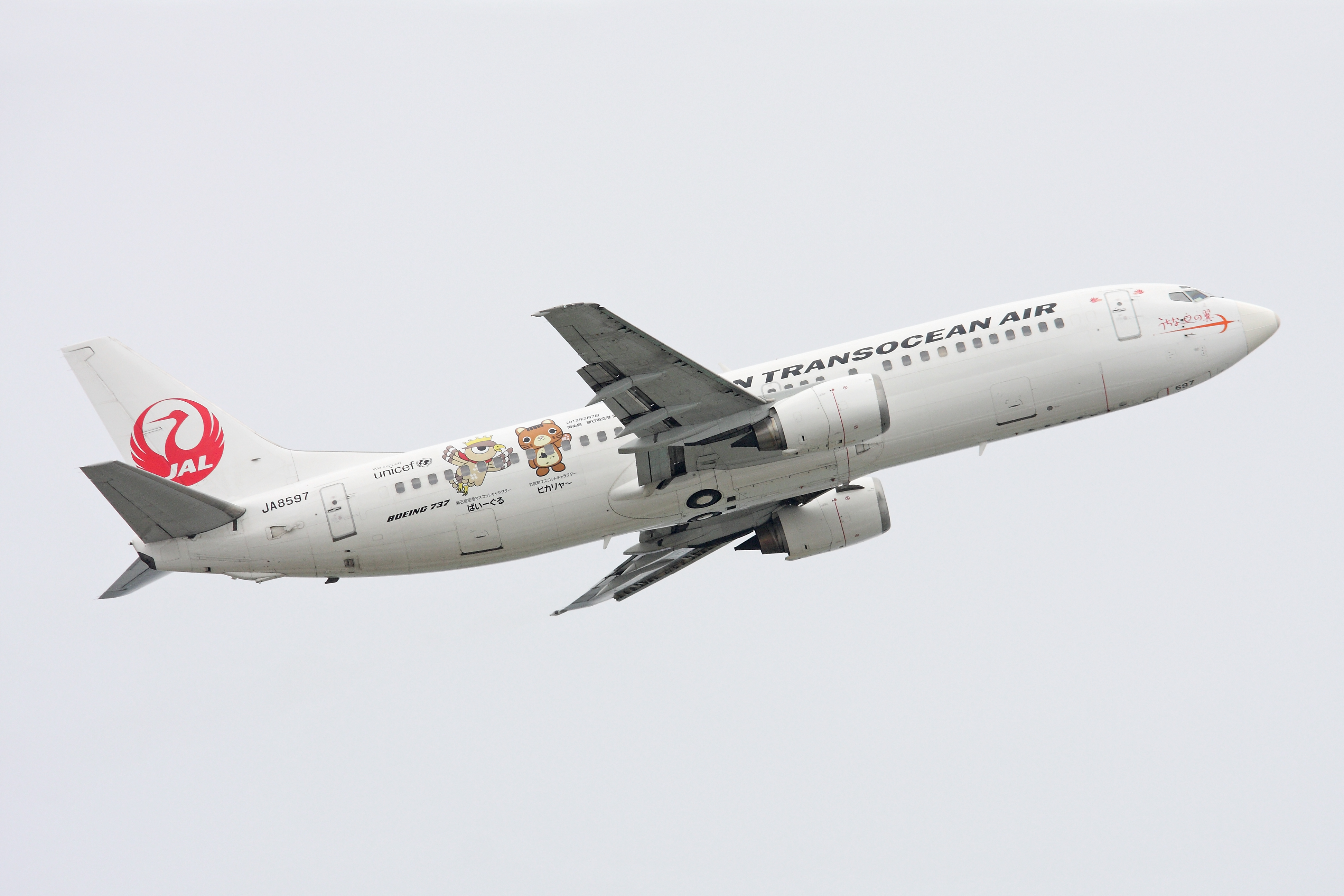
La mascotte Pikaryā sur un avion de la Japan Airlines.

Le 30 juillet 2010, l'association de tourisme de Taketomi a invité les résidents de la ville à créer une mascotte locale. Parmi 45 propositions sélectionnées, la création d'un élève en sixième année à l'école élémentaire de Komi, basée sur le Chat d'Iriomote, est choisie. L'île d'Iriomote est représentée sur la poitrine de la mascotte. Les résidents ont également été invités à choisir un nom. Le 31 août 2010, le nom Pikaryā (ピカリャー) est proposé par un résident d'Ishigaki. Il dérive de celui du légendaire yamapikaryā.
En 2015, le bourg de Taketomi a décrété « journée du Chat d'Iriomote » le 15 avril, date anniversaire de la découverte du félin sur l'île,. Cette initiative a débouché, l’année suivante, sur la signature d’un jumelage avec la ville de Tsushima, une île de la préfecture de Nagasaki qui abrite le Chat de Tsushima, autre espèce animale rare, classée monument naturel national,.

#### Sculptures à l'effigie du Chat d'Iriomote

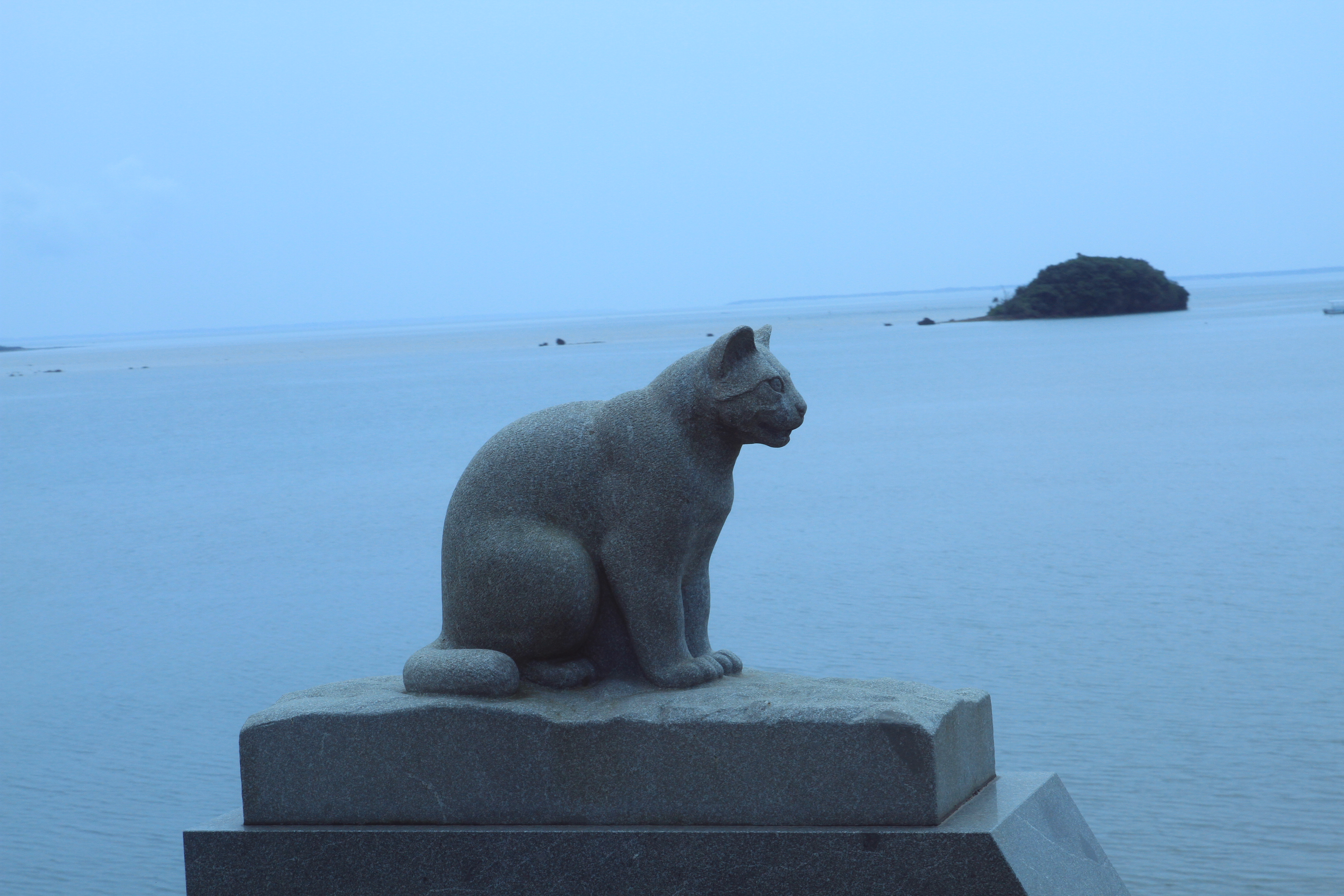
Statue d'un Chat d'Iriomote sur le pont Nakama, à Taketomi.

Dans le sud-est de l'île d'Iriomote, s'écoule le fleuve Nakama. Long de 12,3 km, il termine sa course dans la mer des Philippines, après avoir serpenté au cœur d'une forêt humide comprenant 600 ha de mangrove classés monument naturel national spécial,. Près de son embouchure, le cours d'eau est enjambé par le pont Nakama construit en 1956 et totalement rénové en 1992. Quatre statues de pierre, représentant le Chat d'Iriomote dans diverses positions, marquent les deux entrées de ce pont, et, sur l'une de ses balustrades, des panneaux en fer forgé sculpté figurent des animaux et des plantes symboles de la biodiversité de l'île. En avril 2017, à l'occasion des célébrations de la journée du Chat d'Iriomote, le bourg de Taketomi a dévoilé deux statues en bronze dans le but de sensibiliser le public à la sauvegarde du patrimoine naturel. L'une, installée à l'entrée est d'un pont routier qui franchit une baie dans le Nord de l'île d'Iriomote, figure un Chat d'Iriomote, l'autre, sise sur une aire de repos de la route préfectorale qui longe la côte orientale de l'île, montre le félin accompagné de deux chatons,.

#### Philatélie
La poste du Japon a édité un timbre et une enveloppe premier jour représentant le Chat d'Iriomote dans une série sur la conservation de la nature en 1974. En 2011 et 2012, la branche d'Okinawa de la poste japonaise a émis une série limitée à mille exemplaires de dix timbres célébrant le Chat d’Iriomote,. Trois ans plus tard, elle a édité une collection commémorative de la découverte de la sous-espèce cinquante ans plus tôt. Les dix photographies utilisées pour illustrer les timbres ont été fournies par le ministère de l'environnement. Une partie des profits sont reversés à la fondation pour la protection de la nature d'Iriomote.

#### Bande dessinée
Dans le dernier volume de la série de manga Azumanga daioh, œuvre du dessinateur japonais Kiyohiko Azuma, l'une des protagonistes, appelée Sakaki, participe à une sortie scolaire à Okinawa. De passage sur l'île d'Iriomote, elle rencontre un chat de montagne surnommé Mayā avec lequel elle se lie d'amitié,. Tokyo Mew Mew, une création de Mia Ikumi et Reiko Yoshida, met en scène une super-héroïne qui tire ses superpouvoirs de l'hybridation accidentelle de son ADN avec celui d'une espèce animale en voie d'extinction : le Chat d'Iriomote. En se transformant en chatte, elle combat des extraterrestres décidés à anéantir toute vie sur Terre à l'aide de chimères nuisibles pour l'environnement,.